# Grey goo
Il grey goo (alternativamente scritto gray goo, letteralmente "poltiglia grigia" o "sostanza appiccicosa grigia") è un ipotetico scenario apocalittico in cui la fine del mondo è provocata dalla nanotecnologia molecolare, dove dei robot fuori controllo e autoreplicanti consumano tutta la materia del pianeta mentre si riproducono moltiplicandosi, uno scenario noto come ecofagia ("che divora l'ambiente").
Le macchine autoreplicanti di tipo macroscopico sono state originariamente descritte dal matematico John von Neumann e sono a volte indicate come macchine von Neumann. Il termine grey goo venne coniato dal pioniere della nanotecnologia Eric Drexler nel suo libro del 1986 Engines of Creation e l'idea fu resa popolare per la prima volta verso la fine dello stesso anno nelle pagine della diffusa rivista Omni.

## Fantascienza
Il termine "grey goo" viene spesso usato in un contesto futuribile o fantascientifico, dato che le tecnologie adatte non esistono ancora. L'idea stessa è stata resa popolare per la prima volta nelle pagine della diffusa rivista di fantascienza Omni, nel novembre del 1986, in una rubrica scientifica del numero della rivista dedicato alla nanotecnologia che diede una diffusione di massa anche a quest'ultimo termine.
Nei più pessimistici scenari postulati (che richiedono macchine di grandi dimensioni e uno spazio adeguato), la materia al di là della Terra viene trasformata in una poltiglia (ovvero goo nel senso di una grande massa di macchine auto-replicanti che mancano di una struttura su grande scala, potendo o no apparire effettivamente simili a goo). Il disastro viene supposto come il risultato di un deliberato ordigno dell'apocalisse, o da una mutazione accidentale avutasi in una nanomacchina autoreplicante utilizzata per ben altri scopi, ma progettata per funzionare in un ambiente naturale.
Esempi notevoli di una tale idea possono essere trovati nel romanzo di Michael Crichton Preda (2002) e in Accelerando (2005) di Charles Stross.
Il racconto Autofac del 1955 di Philip K. Dick è un esempio di Grey goo di tipo "ecofago".
Nel film Ultimatum alla Terra del 2008, il Generatore Organico Robo-Tecnologico (GORT) può considerarsi un grey goo.

## Concetto in altri ambiti
Gli attacchi DOS nel mondo virtuale di Second Life, che operano per mezzo di oggetti che si replicano all'infinito fino a quando i server vanno in crash, sono stati indicati come attacchi di tipo grey goo. Questo riferimento si relaziona agli aspetti auto-replicanti del grey goo e non implica alcuna relazione con le nanomacchine.